# Phaenochitonia crocostigma
Phaenochitonia crocostigma är en fjärilsart som beskrevs av Bates 1868. Phaenochitonia crocostigma ingår i släktet Phaenochitonia och familjen Riodinidae. Inga underarter finns listade i Catalogue of Life.